# 알아마디주
알아마디주(아랍어: الاحمدي)는 쿠웨이트 남부에 위치한 주로 주도는 알아마디이며 면적은 5,120km2, 인구는 637,411명(2007년 기준)이다.
동쪽으로는 페르시아만과 접하며 남쪽으로는 사우디아라비아와 국경을 접한다. 북서쪽으로는 알자라주, 북쪽으로는 무바라크알카비르주, 알파르와니야주와 접한다. 1940년대에 석유가 발견된 이후에 성장했다.